# 1657
1657 (MDCLVII) fue un año común comenzado en lunes según el calendario gregoriano.

## Acontecimientos

### Marzo
- 15 de marzo: Un terremoto de 8,3 sacude la costa de Concepción produciendo un tsunami que deja 40 fallecidos.

### Junio
- 11 de Junio: En Amberes, Bélgica. Ocurre el milagro de la Cinta de San José.

### Sin Fecha
- William Harvey descubre la circulación de la sangre.
- Invención del reloj de péndulo por Christian Huygens.
- Gran incendio de Edo (Tokio), en el cual mueren más de 100 000 personas.
- Baltasar Gracián publica la tercera y última parte de El Criticón (1651-1657).
- Ataque inglés a Santa Cruz de Tenerife en el marco de la Guerra Anglo-española.
- La Commonwealth inglesa y Francia se alían militarmente mediante el tratado de París para hacer frente común contra España en los Países Bajos españoles.

## Nacimientos
- 11 de febrero: Bernard le Bovier de Fontenelle, escritor y filósofo francés (f. 1757)
- 11 de julio: Federico I de Prusia, Rey de Prusia y Margrave elector de Brandeburgo y duque de Prusia.
- 30 de agosto: Philipp Peter Roos, pintor alemán.
- 20 de noviembre: Felipe Próspero de Austria, Príncipe de Asturias, tercer hijo y primer varón de Felipe IV de España y Mariana de Austria.

## Fallecimientos
- 15 de febrero: Fernando III de Habsburgo (n. 1608)
- 17 de agosto: Robert Blake, almirante inglés.
- Ayşe Sultan, hija de Ahmed I, conocida por su extrema crueldad.